# La Acebeda
La Acebeda est une commune de la communauté de Madrid en Espagne.